# Boresch IV. von Riesenburg
Boresch IV. (tschechisch Boreš IV. z Rýzmburka) († vor 1349) war böhmischer Adliger aus dem Geschlecht von Riesenburg.
Boresch sorgte für Konsolidierung der Finanzmittel des Geschlechts. Nach 1330 verkaufte er immer mehr Ländereien. Vermutlich brauchte er flüssige Mittel, um in den aufblühenden Bergbau zu investieren. In den 40er Jahren ging er noch sparsamer mit den Finanzen um. Riesenburger, ehemals große Wohltäter der Kirche setzten nun in solchen Fällen detaillierte Verträge auf.
1341 erinnert der böhmische König Johann von Luxemburg daran, dass er seine Ländereien als königliches Lehn erhalten habe. Gleichzeitig verlegte er den Handelsweg nach Meißen, der an der Burg Riesenburg vorbeiführte, über das Dorf Klostergrab, welches zum Kloster Osek gehörte. Für die Erhaltungsarbeiten erhielt Boresch das vererbbare Recht ein Wachhaus (custodium seu wartam) zu errichten und Zoll zu erheben.
1344 verlor er auf Geheiß des Prager Unterkämmerers Rus von Litice auch eine Schenke in Ploscha, in der angeblich Räuber und zweifelhafte Persönlichkeiten verkehrten. Boresch stirbt zwischen 1344 und 1349.
| Personendaten    | Personendaten                                    |
| ---------------- | ------------------------------------------------ |
| NAME             | Boresch IV. von Riesenburg                       |
| ALTERNATIVNAMEN  | Boreš IV. z Rýzmburka                            |
| KURZBESCHREIBUNG | böhmischer Adliger aus dem Geschlecht Riesenburg |
| GEBURTSDATUM     | 14. Jahrhundert                                  |
| STERBEDATUM      | vor 1349                                         |